# Дрешер, Яков Матвеевич
Яков Матвеевич Дрешер (1826—1876) — офицер Российского Императорского флота, капитан 1-го ранга. Участник Крымской войны. Автор сочинений по морским вопросам. В совершенстве владел английским и шведским языками.

## Биография
Родился 9 (21) октября 1826 года в семье медицинского чиновника Матвея Антоновича (1782 — ?) в городе Томске.
Яков Дрешер состоял на службе Балтийского флота с 1844 года, из вольноопределяющихся; в том же году был произведён в чин квартирмейстера, продолжил службу в Первом Финском флотском экипаже. В 1845 году был произведён в чин юнкера.
В 1847 году, после сдачи экзамена в Морском кадетском корпусе, Я. М. Дрешер был произведён в чин мичмана. С Первым Финским экипажем ходил по Балтийскому и Немецкому морям. В 1852 году произведён чин лейтенанта.
Во время Крымской войны с первым батальоном канонерских лодок Свеаборгского порта в 1854 году участвовал в обороне укреплений на острове Сандгам во время первой атаки англо-французского флота на Свеаборг. Затем участвовал в обороне крепости. За отличие в этих сражениях был переведён в 18-й Флотский экипаж с назначением на должность старшего офицера корвета «Медведь». На корвете ходил по Средиземному морю. Затем переведён на ту же должность на пароходо-фрегат «Олаф».
В 1862 году произведён в чин капитан-лейтенанта с назначением в должность командира фрегата «Кастор», на котором находился в практических плаваниях с воспитанниками Морского кадетского корпуса. Командовал фрегатом до исключения его из списков судов Балтийского флота 7 декабря 1863 года.
6 января 1864 года назначен командиром фрегата «Громобой». В 1865 году командуя фрегатом «Громобой» участвовал в снятии с мели клипера «Всадник» и подъёме броненосной башенной лодки «Смерч» и 27 сентября того же года «за труды» награжден орденом Св. Станислава II степени.
С 1866 года по 1870 год, командуя фрегатами «Светлана» (1866—1867 года) и «Дмитрий Донской» (1867—1869 года), корветами «Память Меркурия» (1869) и «Львица» (1869—1870) совершил несколько практических плаваний с гардемаринами в Атлантическом океане, а также в Чёрном и Средиземном морях. На фрегате «Светлана» Я. М. Дрешер составил программу переподготовки нижних чинов в унтер-офицеры для флота. В 1868 году был произведён в чин капитана 2-го ранга «за отличие». На фрегате «Дмитрий Донской» Я. М. Дрешер и П. Н. Дурново разработали новую программу подготовки гардемарин.
В 1870 году произведён в чин капитана 1-го ранга с назначением на должность командира фрегата «Ослябя». Одновременно, принимал участие в правительственных комиссиях, а также участвовал в разработке положения о воинской повинности и работал над составлением «Сборника материалов для свода морских постановлений».
В 1875 году П. Я. Дрешер был назначен начальником отряда судов морского училища, отправился в практическое плавание с отрядом. В апреле 1876 года в журнале «Морской сборник» опубликовал отчёт об этом плавании.
Скончался 16 (28) мая 1876 года в Санкт-Петербурге. Похоронен на Смоленском лютеранском кладбище. Вместе с ним был похоронен сын Пётр (1866—1905) — капитан 2-го ранга, погибший в ходе Русско-японской войны.
Позже, генерал флота и военно-морской историк Евгений Иванович Аренс, в своё время проходивший морскую практику под руководством Якова Матвеевича, вспоминал о нём:

«Капитан I ранга Дрешер представлял тип моряка старой парусной школы. Во флот он попал, кажется, уже в зрелых годах, а до этого служил на коммерческих судах. Небольшого роста, с густыми седыми усами, он производил впечатление закаленного в бурях седого „капитана“, что не мешало ему быть в сущности добрым и даже, пожалуй, довольно мягким человеком…»

## Награды
- Орден Святой Анны III степени (23 июля (4 августа) 1860)
- Орден Святого Станислава II степени (27 сентября (9 октября) 1864)
- Орден Святого Владимира IV степени
- Орден Святой Анны II степени
- Орден Меча командор I класса (1875)
- Орден Христа командор (1868)